# نافورة ألمانية
النافورة الألمانية(بالتركية: Alman Çeşmesi)‏ (بالألمانية Deutscher Brunnen) تقع في ميدان السلطان أحمد في اسطنبول ، بنيت على الطراز البيزنطي الجديد بمناسبة حفل إحياء الذكرى السنوية لزيارة الإمبراطور الألماني فيلهلم الثاني إلى اسطنبول سنة 1898 .وفي سنة 1900 تم نقل جميع قطع وأجزاء النافورة وإعادة تجميعها في موقعها الحالي.